# Administrația germană în Franța ocupată în timpul celui de-Al Doilea Război Mondial
Administrația militară în Franța  (germană Militärverwaltung in Frankreich; franceză Occupation de la France par l'Allemagne) a fost o autoritatea de ocupație temporară stabilită de Germania Nazistă în timpul celui de-al doilea război mondial instituită în nordul și vestul Franței. Așa-zisa „zonă ocupată” a fost redenumită „zona nord” în noiembrie 1942, când zona care rămăsese sub controlul francez, așa-numita  zona liberă a fost la rândul ei ocupată de germani și redenumită „zona sud”. Rolul pe care l-a jucat în Franța a fost parțial stabilită de condițiile armistițiului de la Compiègne încheiat după victoria blitzkriegului Wehrmacht la sfârșitul Bătăliei Franței.  În momentul semnării armistițiului, atât francezii cât și germanii credeau că ocupația avea să dureze doar până când britanicii aveau să semneze la rândul lor un armistițiu, ceea ce părea de neevitat. De exemplu, francezii au fost de acord ca soldații proprii căzuți prizonieri să fie eliberați doar după încetarea tuturor ostilităților. 
A treia Republică Franceză și-a încetat existența odată cu înfrângrea țării, iar locul ei a fost luat de État français, al cărui suveranitate era limitată doar la „zona liberă”. Cum Parisul era plasat în zona ocupată, guvernul francez s-a mutat la Vichy (Auvergne) și de aceea a fost numit și Regimul de la Vichy. 
În vreme ce guvernul de la Vichy era responsabil din punct de vedere legal de întreaga țară, administrația militară din zona ecupată era o dictatură nazistă de facto. Autoritatea administrației militare germane s-a extins asupra zonei libere după ce Germania și Italia au invadat partea de sud a țării în timpul Operațiunii Anton de pe 11 noiembrie 1942 ca răspuns la invazia aliată din Africa de nord franceză de pe 8 noiembrie 1942. Guvernul de la Vichy a continuat să funcționeze, deși autoritatea lui a fost restrânsă puternic. Administrația militară germană a încetat odată cu eliberarea Franței după succesul operațiunilor  Overlord și  Dragon. Administrația germană și-a încheiat existența în mod oficial în decembrie, deși cea mai mare parte a teritoriului francez intrase sub controlul Aliaților încă din vara anului 1944. 

## Zonele de ocupație

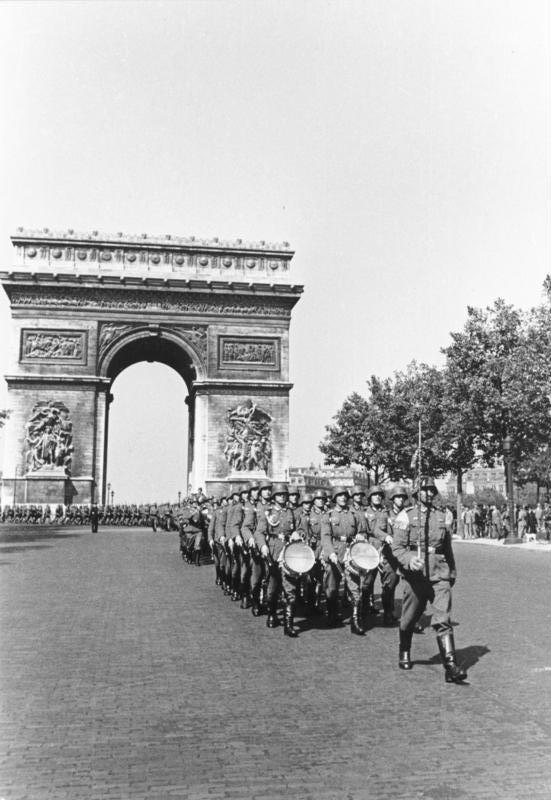
Soldații germani trecând în marș pe sub Arcul de Triumf pe Champs-Élysées – Paris (iunie 1940).

Alsacia și Lorena, regine care fusese anexată de Imperiul German după războiul franco-prusac din 1871 și retrocedată Franței după încheierea primei conflagrații mondiale a fost reanexată de al Treilea Reich. Departamentul Nord-Pas-de-Calais a fost înglobat în administrația germană din Belgia și nordul Franței, care era de asemenea responsabilă pentru administrația publică din zona interzisă  lată de 20 km de-a lungul coastei Atlanticului. A mai existat o zonă interzisă în nord-estul Franței, care ocupa aproximativ regiunii Lorena și a aproape jumătate din regiunile Franche-Comté, Champagne și Picardia. Refugiaților de război li s-a interzis întoarcerea în localitățile de reședința. Autoritățile germane au avut întenția să anexeze aceste zone și să colonizeze regiunea cu germani pentru realizarea  „spațiului vital”. Zona ocupată (în limbile franceză zone occupée, germană Besetztes Gebiet) era formată din restul nordului și vestului Franței, inclusiv din cele două zone interzise. 
Partea de sud a Franței, cu excepția a jumătății vestice a Aquitaniei a devenit ceea ce a fost cunoscut ca zona liberă, unde își exercita controlul guvernul de la Vichy. Aceată zonă a păstrat un statut de indendență și suveranitate, deși supusă unei puternice influențe germane datorate restricțiilor impuse de armistițiu. Astfel, zona liberă plătea o importantă contribuție financiară la efortul de război german și era dependență economic de Germania. Zona liberă avea o suprafață de 246.618 km2,  adică 45% din teritoriul francez. Zona dispunea de circa 33% din populația activă a Franței.  Linia de demarcație dintre zona liberă și cea ocupată era o frontieră de facto, trecerea dintr-o parte în alta a graniței necesetând obținerea unei autorizații speciale și a unui document de călătorie din partea autorităților germane.

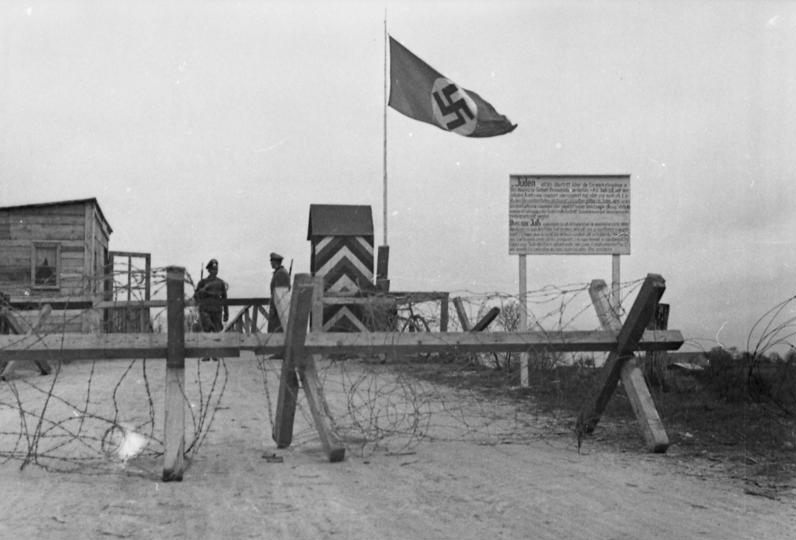
Post de control german de pe linia de demarcație

Aceste restricții au fost valabile până la ocuparea de către germani a teritoriului controlat de guvernul de la Vichy, după care zona a fost redenumită zone sud ("south zone"), fiind plasată la rândul ei sub administrație militară în noiembrie 1942.
Zona italiană de ocupație a reprezentat doar o mică zonă de-a lungul frontierei montane din Alpi și o zonă demilitarizată lată de aproximativ 50 km. Zona italiană de ocupație a fost extinsă la întreg teritoriul de pe malul stâng al Ronului, după ce trupele italiene au participat alături de cele franceze la ocuparea zonei libere. Italienii au anexat această zonă (cu excepția zonelor orașelor Lyon și Marseille, care au completat zona sud germană), și Corsica.
Zona de ocupație italiană a fost adăugate de germani zonei sud după capitularea Italiei din septembrie 1943, cu excepția insulei Corsica, care fusese eliberată de Forțele Franceze Libere și trupele aliate.

## Structura administrativă
După ce Germania și Franța au căzut de acord să înceteze luptele, mareșalul Wilhelm Keitel, reprezentantul celui de-al Treilea Reich, și generalul   Charles Huntzinger, reprezentantul guvernului francez condus de Philippe Pétain, au semnat armistițiul pe 22 iunie 1940 în luminișul Rethondes din pădurea Compiègne. Pentru că actul a fost semnat în același loc și în același vagon de cale ferată în care a fost semnat armistițiul care a pus capăt primei conflagrații mondiale, el este cunoscut și ca al doilea armistițiu de la Compiègne.

Franța a fost împărțită între zona ocupată din nord și cea liberă din sud pentru „protejarea intereselor Reichului Germn”. Imperiul colonial francez a rămas sub autoritatea mareșalului sub autoritatea regimului de la Vichy a mareșalului Pétain. Suveranitatea franceză trebuia exercitată asupra întregului teritoriu, inclusiv asupra zonei ocupate, Alsacia și Moselle, dar articolul al treilea al armistițiului stipula că autoritățile franceze din zona ocupată trebuiau să se supună administrației militare și că Germania avea să exercite drepturile unei puteri ocupante aici.
În regiunea ocupată a Franței, Reichul Germna exercită toate drepturile unei puteri ocupante. Guvernul francez se angajează să faciliteze în toate felurile posibile implementarea acestor drepturi și să asigure sprijinul serviciilor administrative franceze pentru acest scop. Guvernul francez va ordona imediat tuturor oficialităților și administratorilor din teritoriile ocupate să respecte regulamentele și să colaboreze complet cu autoritățile militare germane.
Administrația militară era împărțită în kommandanturen (comandaturi) a căror ierarhie era în ordine descrescătoare Oberfeldkommandanturen, Feldkommandanturen, Kreiskommandanturen și Ortskommandanturen.

## Colaborarea
Vedeți și:  Colaborarea cu Puterile Axei în timpul celui de al Doilea Război Mondial și  Colaboraționism
Pentru neutralizarea partizanilor și a membrilor Rezistenței, administrația militară a coloabarat strâns cu Gestapo, Sicherheitsdienst (serviciul de spionaj al SS) și cu Sicherheitspolizei (poliția secretă a SS). Administrația militară germană avea la dispoziția sa autoritățile și poliția franceze, care trebuiau să colaboreze cu germanii în condițiile armistițiului pentru  eliminarea evreilor, a elementelor antifasciste și a altor disidenți conform directivei   Nacht und Nebel (Noapte și Ceață.  Autoritățile germane sprijineau elementele colaboraționiste precum Milice française, Franc-Garde și Service d'ordre légionnaire. În Franța au activat două partide colaboraționiste: Partidul Popular Francez (PPF) și Adunarea Națională Populară (RNP) cu fiecare cu 20.000 – 30.000 de membri. 
Milice a participat împreună cu Gestapoul din Lyon condus de Klaus Barbie la arestarea membrilor rezistenție, a dizidenților și a evreilor urmată de trimiterea lor în lagărele morții  Auschwitz,  Dachau sau  Buchenwald. 
Mai mulți cetățeni francezi s-au înscris voluntari în forțele armate germane formând unități precum Legiunea Voluntarilor Francezi împotriva Bolșevismului (LVF). Membrii LVF și alți voluntari au format mai târziu Divizia a 33-a Waffen Grenadier a SS Charlemagne. 
Stanley Hoffmann a fost cel care, în 1974, a utilizat pentru prima oară (urmat mai apoi de alți istorici precum Robert Paxton sau Jean-Pierre Azéma) termenul colaboraționiști pentru definirea simpatizanților naziști și fasciști care doreau întărirea colaborării cu Germania lui Hitler din motive ideologice. Prin contrast, colaboratorii’’ cooperau cu ocupantul german numai pentru satisfacerea unor interese personale. Printre cei mai cunoscuți colaboraționiști francezi s-au numărat liderul PPF Jacques Doriot, scriitorul și ziaristul Robert Brasillach, sau lilderul RNP Marcel Déat. Una dintre principalele motivații a colaboraționștilor era linia ideologică anticomunismului.

## Forțele de ocupație
Până când amenințarea unei invazii terestre aliate să devină palpabilă, raidul de la Dieppe fiind semnalul de început, Wehrmachtul  a păstrat în Franța un număr relativ mic de trupe. Unitățile germane care luptau pe frontul de răsărit erau retrase și trimise în Franța pentru refacere și odihnă prin rotație. Odată cu trecerea timpului, asigurarea cu efective a Zidului Atlanticului și lupta împotriva Rezistenței au devenit sarcini tot mai greu de îndeplinit. Acțiunile comandourilor britanice împotriva obiectivelor germane l-au făcut pe Hitler să le condamne ca fiind în afara legilor războiului. Prin Ordinul comandoului el a decretat că membrii comandourilor nu pot să se bucure de protecția specifică a prizonierilor de război și a ordonat ca cei capturați să fie predați serviciului de securitate SS și executați. 
Pe teritoriul francez au staționat mai multe unități germane printre care: 
- 1940: Luftflotte 2, Luftflotte 3 au operat de pe aeroporturile din nordul Franței în timpul Bătăliei Angliei. Luftflotte 3 a rămas în Franța până în 1944 să lupte împotriva bombardierelor aliate care atacau Germania.
- 1941: Crucișătoarele de linie Scharnhorst și Gneisenau. Cuirasatul Bismarck a fost scufundat în timp ce se îndrepta spre porturile franceze de la Atlantic.
- 1942: Divizia a 2-a SS Das Reich, Regimentul al 4-lea de poliție SS.
- 1943: În momentul de climax al Bătăliei Atlanticului, în porturile franceze au staționat între 60 și 100 de submarine germane. Principalele porturi folosite de submarinele germane au fost La Rochelle, Bordeaux, Saint-Nazaire, Brest și Lorient.
- 1944: Divizia a 157-a de vânători de munte,  Divizia Panzer Lehr, Armata a 19-a Wehrmacht (19. Armee), Divizia a 716-a de infanterie,  Divizia a 12-a SS-Panzer Hitlerjugend  (12. SS-Panzer-Division Hitlerjugend).

## Lupta împotriva partizanilor

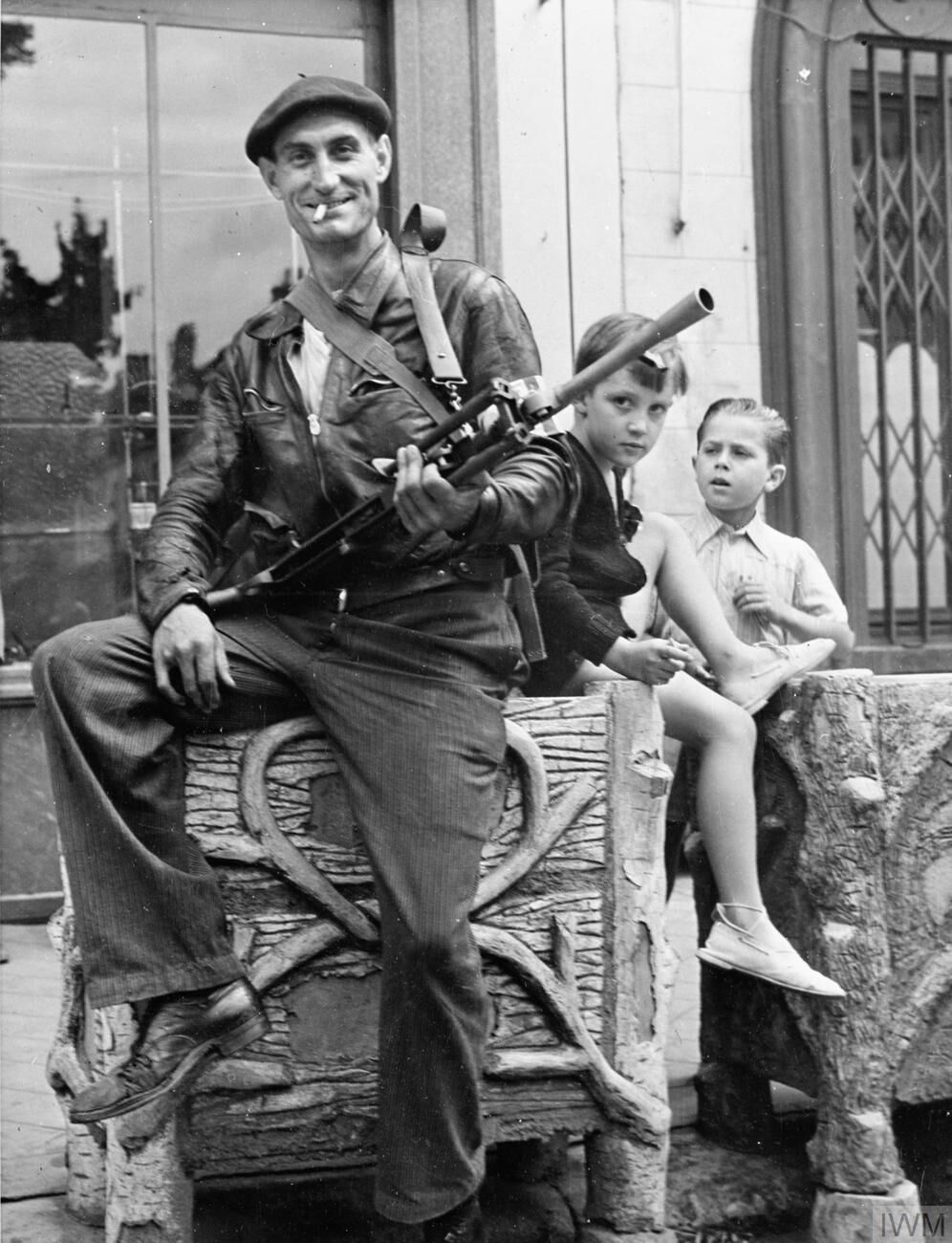
Voluntar al Rezistenței la Châteaudun în 1944

"Apelul din 18 iunie" al lui Charles de Gaulle , liderul Forțelor Franceze Libere, a avut efect imediat redus, puțini francezi înrolându-se în Forțele Franceze din Interior. Cea mai mare parte a francezilor care au continuat lupta s-a aflat inițial în cadrul FFL din exil. După declanșarea atacului german împotriva Uniunii Sovietice în iunie 1941,  comuniștii francezi aflați în subordinea Cominternului, care până atunci respectaseră ordinele de la Moscova și nu reacționaseră împotriva germanilor, au început să organizeze acțiuni armate împotriva ocupantului. De Gaulle l-a trimis pe Jean Moulin înapoi în Franța pentru ca să asigure legătura cu membrii rezistenței și pentru a le coordona activitatea într-o singură organizație puternică. Moulin a reușit să unifice rezitența, formând ceea ce avea să devină cunoscut drept   Consiliul Național al Rezistenței (Conseil National de la Résistance).
Moulin a fost în cele din urmă capturat. El a murit după ce a fost torturat sălbatic de Gestapo. Se bănuiește că la torturi a participat și Klaus Barbie. În ciuda pierderilor suferite de membrii rezistenței, ei și-au intensificat lupta după ce a devenit clar că soarta războiului s-a schimbat după înfrângera germanilor în bătălia de la Stalingrad de la începutul anului 1943. Începând cu 1944, regiuni vaste din zone îndepărtate de principalele concentrări germane de trupe au trecut sub controlul 	maquisarzilor, numiți așa după ecoregiunea  maquis, care oferea un teren perfect pentru desfășurarea luptelor de gherilă. 
Cea mai importantă acțiune antipartizani a fost  bătălia de la Vercors. Printre cele mai mai dezonorante acțiuni antipartizani ale germanilor au fost masacrele de la Oradour-sur-Glane,  Le Paradis și  Ascq. Germanii au executat misiuni de anihilare ale maquisarzilor din Vercors,  Limousin, Glières, Mont Mouchet și Saint-Marcel. Forțele germane au coordonat acțiunile poliției franceze pentru mai multe razii antievreiești, cele mai importante fiind cele din  Paris (Velodromul de iarnă), și Marsilia. Deși cea mai mare parte a populației franceze nu a participat în mod activ la rezistență, mulți dintre ei s-au opus pasiv ocupației prin acte precum urmărirea emisiunilor BBC sau prin sprijinirea materială a membrilor Rezistenței. Francezii au ajutat membrii echipajelor avioanelor americane sau britanice doborâte să fugă spre Spania neutră, de unde s-au repatriat. 
Până în momentul eliberării, diferitele facțiuni ale Rezistenței de toate nuanțele politice – naționaliști, anarhiști, socialiști, comuniști și alții – cu efective între 100.000 și 400.000 de combatanți, au participat activ la lupta împotriva forțelor de ocupație. Rezistența a fost sprijinită cu provizii, arme, muniții, operatori radio și instructori de principalele servicii speciale aliate – Special Operations Executive și Office of Strategic Services. Membrii rezistenței au sabotat în mod sistematic transporturile pe căile ferate, au distrus poduri rutiere și de cale ferată, au participat la dezorganizarea liniilor de aprovizionare germane și au asigurat un flux neîntrerupt de informații pentru serviciile secrete aliate. În timpul luptelor cu forțele germane au murit 13.000 – 16.000 de francezi, dintre care 4.000 – 5.000 de civili nevinovați.
La sfârșitul războiului, Franța a numărat aproximativ 580.000 de morți, (din care 40.000 numai în primele 48 de ore ale Operațiunii Overlord, uciși în timpul bombardamentelor aliate). Dintre francezii care au murit în timpul războiului, 92.000 au fost militari căzuți la datorie în 1939-1940, iar alți 58.000 în perioada 1940-1945. De asemenea, au murit 40.000 de foști cetățeni francezi din Alsacia și Lorena, care au fost înrolați în Wehrmacht. Pierderile de vieți omenești din rândurile civililor s-a ridicat la aproximativ 150.000 (dintre care 60.000 au murit în timpul bombardamentelor aeriene, 60.000 în Rezistența, iar 30.000 au fost executați de forțele de ocupație germane). Au fost deportați sau internați în lagăre de prizonieri de război aproximativ 1,9 milioane de francezi. Dintre aceștia, 240.000 au murit în lagăre (40.000 de prizonieri de răzbio, 100.000 deportați pe baze rasiale, 60.000 de prizonieri poitici și 40.000 de deportați în lagărele de muncă). 

## Civilii

### Viața de zi cu zi
Viața de zi cu zi în Franța în timpul ocupației germane a fost marcată încă de la început de lipsuri endemice. Lipsurile pot fi explicate printr-o serie de factori: 
1. Unul dintre condițiile armistițiului era suportarea costurilor staționării pe teritoriul Franței a 300.000 de soldați ai forțelor de ocupație, care se ridicau la 20 de milioane de mărci (RM) pe zi. Rata de schimb a fost impusă în mod artificial la 1 RM / 20 franci (FF).[12] Aceasta a transformat rechizițiile germane în jaf organizat și a dus la o criză alimentară endemică și malnutriție, în special în rândul copiilor, a bătrânilor și a persoanelor cele mai vulnerabile, precum muncitorii din orașe.[13]
2. Dezorganizarea transporturilor, cu excepția sistemului căilor ferate, care se baza pe producția franceză de cărbune.
3. Întreruperea schimburilor comerciale internaționale și blocada aliată, care au restricționat importurile de alimente.
4. Criza extremă de benzină și motorină. Franța nu avea o producție proprie de petrol și toate importurile au fost întrerupte.
5. Lipsa forței de muncă, în special în zonele rurale datorită unui mare număr de francezi care erau prizonieri în lagărele germane.

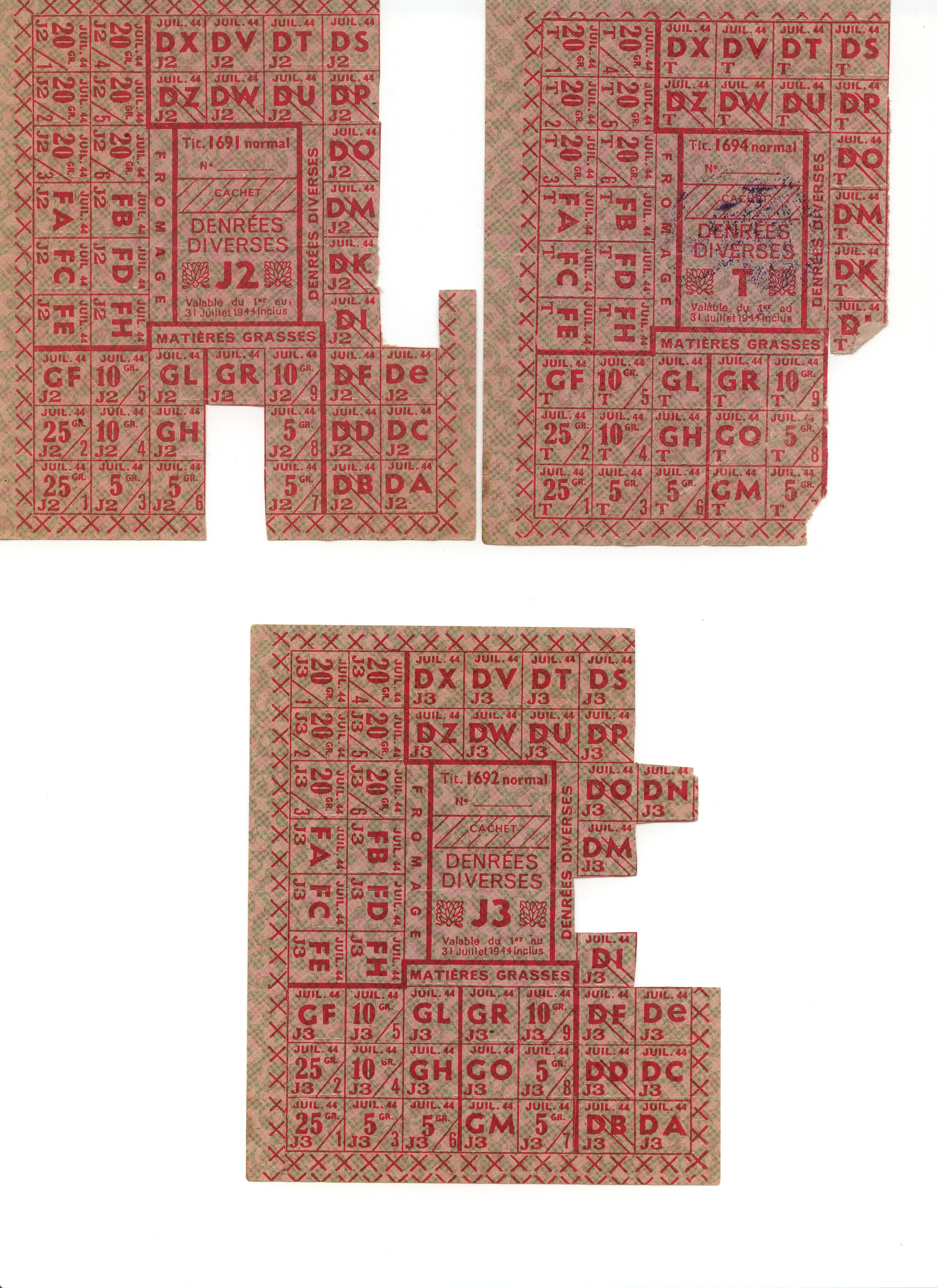
Cartele de alimente pentru populația franceză (iulie 1944)

În încercarea de depășire a crizei, locul unor produse a fost luat de înlocuitori („Ersatz”). Astfel, au apărut generatoare de gaz din lemn sau mangal pentru alimentarea motoarelor pe benzină sau tălpile din lemn pentru încălțăminte. Cafeaua a fost înlocuită orz prăjit și cicoare. Iar zahărul cu zaharină. Săpunul era greu de găsit, iar gospodinele au reînceput să îl prepare în casă din grăsime și sodă caustică. 
Germanii opreau aproape 80% din producția de alimente franceză, ceea ce a dus la adâncirea crizei. Producția fermelor franceze a scăzut la jumătate datorită lipsei de combustibil, fertilizatori și mână de muncă. Chiar și așa, germanii opreau 50% din producția de carne, 80% din producția de șampanie și 20% din restul produselor agricole. Criza de producție s-a reflectat rapid pe rafturile magazinelor franceze, cărora le lipsea majoritatea produselor. 
Ca să facă față dificultăților vieții de zi cu zi, guvernul a introdus raționalizarea prin intermediul cartelelor și tichetelor de alimente. Sistemul de raționalizare a fost foarte necesar, dar a fost prost gestionat, ducând la subnutriție, înflorirea piețelor negre  și la ostilitate împotriva politicii guvernamentale. Rațiile oficiale asigurau un nivel foarte scăzut de alimentare de doar 1.300 calorii sau chiar mai puțin. Francezii erau obligați să își suplimenteze rațiile prin cultivarea oricăror suprafețe de teren, dar și prin cumpărarea de pe piața neagră.
Foametea făcea ravagii în special în rândul populației tinere urbane. Cozile se formau zilnic în fața magazinelor. În lipsa unor alimente precum carnea sau cartofii, gospodinele au folosit legume nemaiîntâlnite în rețele lor precum napii suedezi sau napii porcești. Criza de alimente era mai acută în orașele mari. În regiunile rurale, tăierile ilegale de animale, cultivarea grădinilor de zarzavat și producția locală de lapte și brânzeturi au permis o alimentație mai bună. 
Unii dintre francezi au profitat de pe urma pieței negre, unde alimentele erau vândute fără cartelă la prețuri foarte mari. Fermierii furnizau pieței negre în special carne, ceea ce reducea în mod corespunzător cantitățile de carne vândute pe piața oficială. Au apărut de asemenea rețele pentru falsificarea cartelelor de alimente. Francezii mai foloseau și trocul pentru procurarea de alimente din zonele rurale. Toate aceste activități fuseseră declarate ilegale, iar cei care le practicau riscau confiscarea mărfii și amenzi usturătoare. 
Viața diurnă a francezilor era greu de suportat datorită numeroaselor regulamente, cenzurii și propagandei agresive a ocupantului. Pe timpul nopții, francezii trebuiau să se supună regulamentelor stării de asediu fiindu-le interzisă deplasarea fără o „Kennkarte” (document de identitate special). De asemenea, francezii erau obligați să își închidă obloanele de la ferestre, să camufleze geamurile și să stingă luminile ca să nu permită avioanele aliate să folosească luminile orașelor pentru navigație. 
Cu cei aproximativ 75.000 de civili uciși și peste 550.000 de tone de bombe lansate împotriva unor obiective din Franța, această țară a fost a doua după Germania cel mai puternic bombardată pe frontul de vest. Bombardamentele aliate au atins un maximum în special în perioada de dinaintea debarcării din Normandia din iunie 1944. 
Bombardamentele strategice aliate  care au vizat distrugerea sistematică a sistemului de transport feroviar, a triajelor și podurilor de cale ferată au dus la moartea și a numeroși civili. De exemplu, bombardamentele de pe 26 mai 1944, care au vizat obiective feroviare din zona a cinci orașe franceze din sud-estul Franței a cauzat pierderea a 2.500 de vieți a unor civili. 

Traversarea liniei de demarcație dintre zonele de nord și sud presupunea de asemenea existența unui Ausweis, act care era greu de obținut.  Francezii puteau scrie doar membrilor familiei și puteau folosi doar cărți poștale gata tipărite, unde expeditorul putea doar bifa cuvintele potrivite precum „sănătos”, „rănit”, „mort” sau „prizonier”. Zona ocupată folosea ora Berlinului, care era cu o oră înainte celei din zona neocupată. Alte politici care au fost implementate în zona de ocupație dar nu și în zona liberă au fost starea de asediu între orele 22:00 și 5:00, interzicerea filmelor americane, interzicerea arborării drapelului francez sau al intonării imnului La Marseillaise. De asemenea, germanii au interzis organizațiile paramilitare și ale Legiunii Veteranilor pe teritoriul controlat de regimul de la Vichy.
Elevii trebuiau să cânte Maréchal, nous voilà ! („Mareșale, iată-ne!”). Portretul mareșalului Philippe Pétain era pus la loc de cinste în toate sălile de clasă, toate fiind semnele cultului personalității. Propaganda își pusese o puternică amprentă asupra procesului educațional a tinerilor cu ideile regimului de la Vichy. Spre deosebire de alte țări ocupate precum Polonia, unde elita intelectuală a fost lichidată, profesorii francezi nu au fost închiși, iar programa școlară nu a fost modificată în mod semnificativ.

### Viața de noapte în Paris

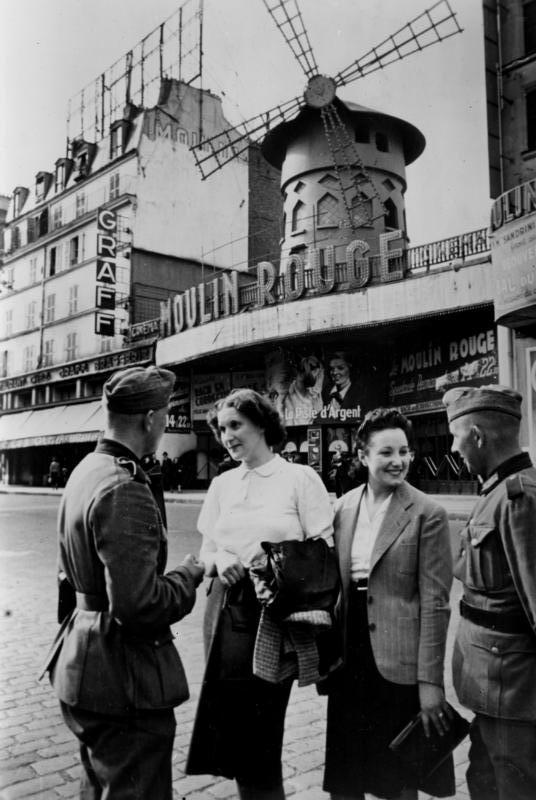
Spectacolele de la Moulin Rouge au continuat, iar prostituția a înflorit chiar și în timpul ocuapației.

La o lună după ocuparea capitalei franceze, a apărut revista bimensuală Der Deutsche Wegleiter für Paris (Ghidul german pentru Paris) sub îngrijirea Kommandanturi, publicația bucurându-se de un mare succes. Alte ghiduri, precum Guide aryien, recomandau Moulin Rouge ca fiind unul dintre cele mai interesante locații de vizitat din Paris. Și alte cluburi celebre precum Folies-Belleville ori Bobino erau recomandate pentru petrecerea timpului liber. Un mare număr de unități germane au fost trimise prin rotație în Franța pentru odihnă și refacere. Printre germani circula mottoul „Jeder einmal in Paris"” („toată lumea o dată în Paris”) iar comandanții le asigurau subordonaților „vizite recreaționale” în oraș. Un mare număr de artiști celebri precum Edith Piaf, Yves Montand sau Les Compagnons de la chanson și-au început ascensiunea în timpul ocupației. Piaf a locuit într-un apartament din aceeași clădire cu bordelul „L'Étoile de Kléber” de pe Rue Lauriston, frecventat de soldații germani, aflat  lângă sediul Gestapoului francez (Carlingue). Starea de asediu din Paris nu a fost impusă cu aceeași strictețe ca în restul orașelor franceze. 
Cântecul Nuages al lui Django Reinhardt în interpretarea autorului și a Quintette du Hot Club de France a devenit rapid preferat al iubitorilor de muzică francezi și germani. Reinhardt a fost invitat să cânte chiar la sediul Oberkommando der Wehrmacht. Vizitele numeroșilor soldați germani în localurile și bordelurile francez au dus după 1946 la apariția Legii Marthe Richard, prin care se închideau bordelurile, iar în spectacolele de cabaret  a fost interzistă nuditatea.

### Opresiunea
În timpul ocupației germane a fost organizat Service du Travail Obligatoire („Servicil de muncă oblicatorie, STO”), prin care au fost transferați împotriva voinței lor sute de mii de muncitori francezi în Germania, pentru susținerea efortului de război nazist.  În afară de lagărele de muncă din fabrici, în agricultură sau pentru căile ferate, munca forțată a fost utilizată și la rampele de lansare a bombelor zburătoare V-1 și la alte instalții militare care au devenit ținte pentru aviația aliată în cadrul Operațiunii Crossbow. Începând cu anul 1942 numeroși francezi au refuzat să fie recrutați de STO pentru fabricile și fermele din Germania și au preferat să intre în clandestinitate pentru evitarea arestării și deportării în Reich. Cei mai mulți réfractaires au ajuns în cele din urmă în rândurile Rezistenței. Au exista represiuni ale germanilor împotriva civililor din țările ocupate. Naziștii au construit o cameră de execuție în subsolul fostului Minister al Aviației din Paris.
Numeroși evrei au devenit victime ale Holocaustului. Au existat 49 lagăre de concentrare pe teritoriul Franței în timpul ocupației, cel mai vast fiind lagărul de internare de la Drancy. În zona ocupată, în 1942, evreii erau obligați să poarte Steaua lui David și să călătorească doar în ultimul vagon al metroului. 13.152 evrei care locuiau în regiunea Parisului au fost victimele arestărilor în masă efectuate de autoritățile franceze pronaziste pe 16 - 17 iulie 1942, cunoscute ca Razia de la Velodromul de iarnă. Cei arestați au fost transportați la Auschwitz, unde au fost uciși.
În total, în conformitate cu estimările efectuate de Serge Klarsfeld, aproximativ 77.500 dintre evreii rezidenți în Franța au murit în timpul războiului, cea mai mare parte după ce a fost deportată în lagărele de exterminare. Aceasta însemană că, dintr-o populație de 350.00 de evrei francezi din 1940, au fost uciși aproape 25%. Deși este cumplit, trebuie remarcat că, spre deosebire de situația din alte țări ocupate de Germania, situația a fost mai bună. În Olanda de exemplu, 75% din populația evreiască a fost exterminată.

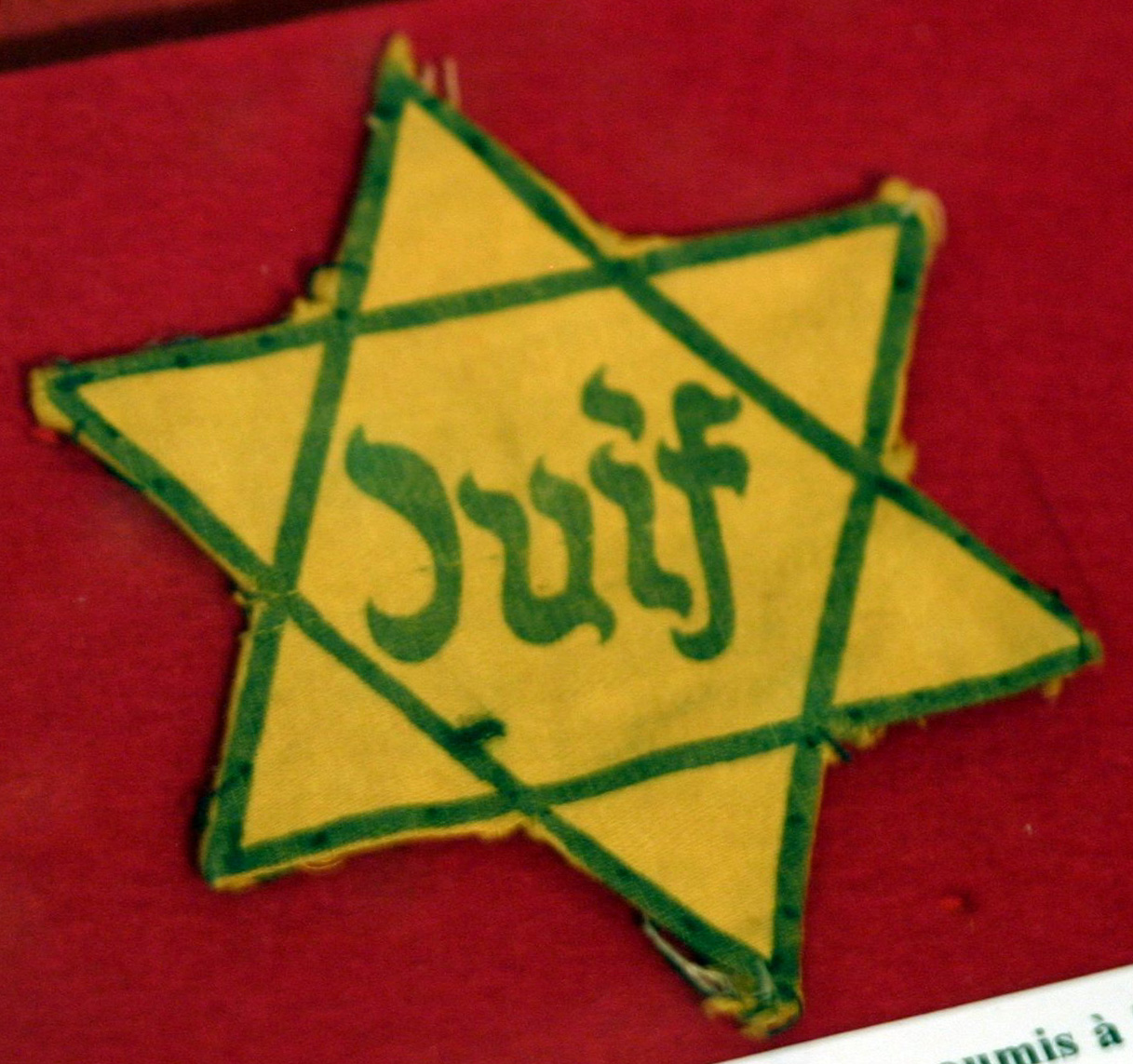
Steaua lui David galbenă a devenit obligatorie pentru evreii în Franța în timpul Regimului de la Vichy
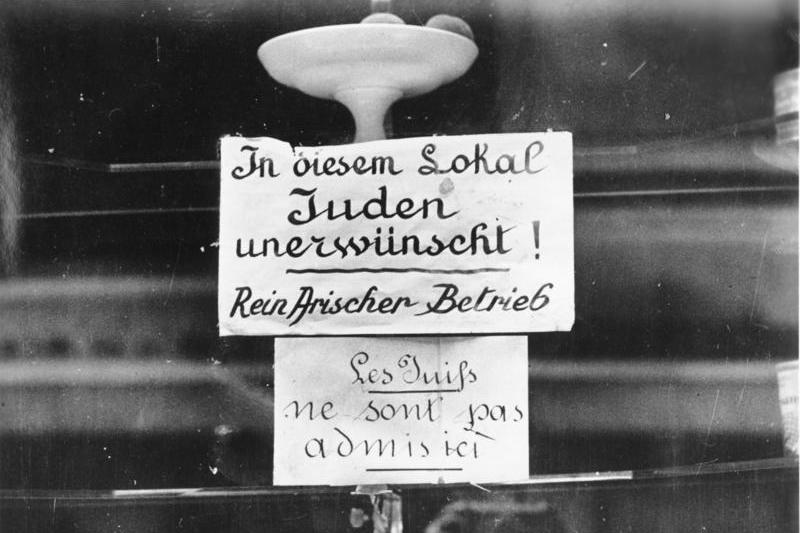
„Evreii nu sunt admiși aici”. Semnul afișat la un restuarant în Paris, pe rue de Choiseul
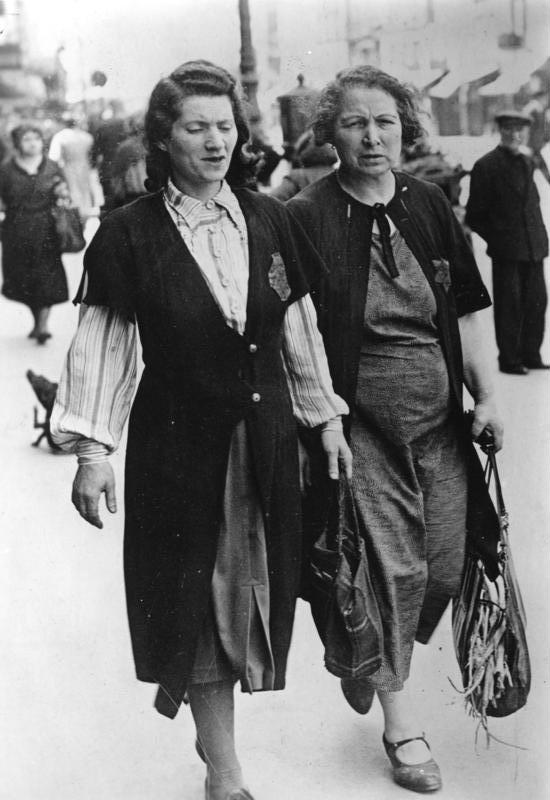
Evreice franceze purtând Steaua lui David
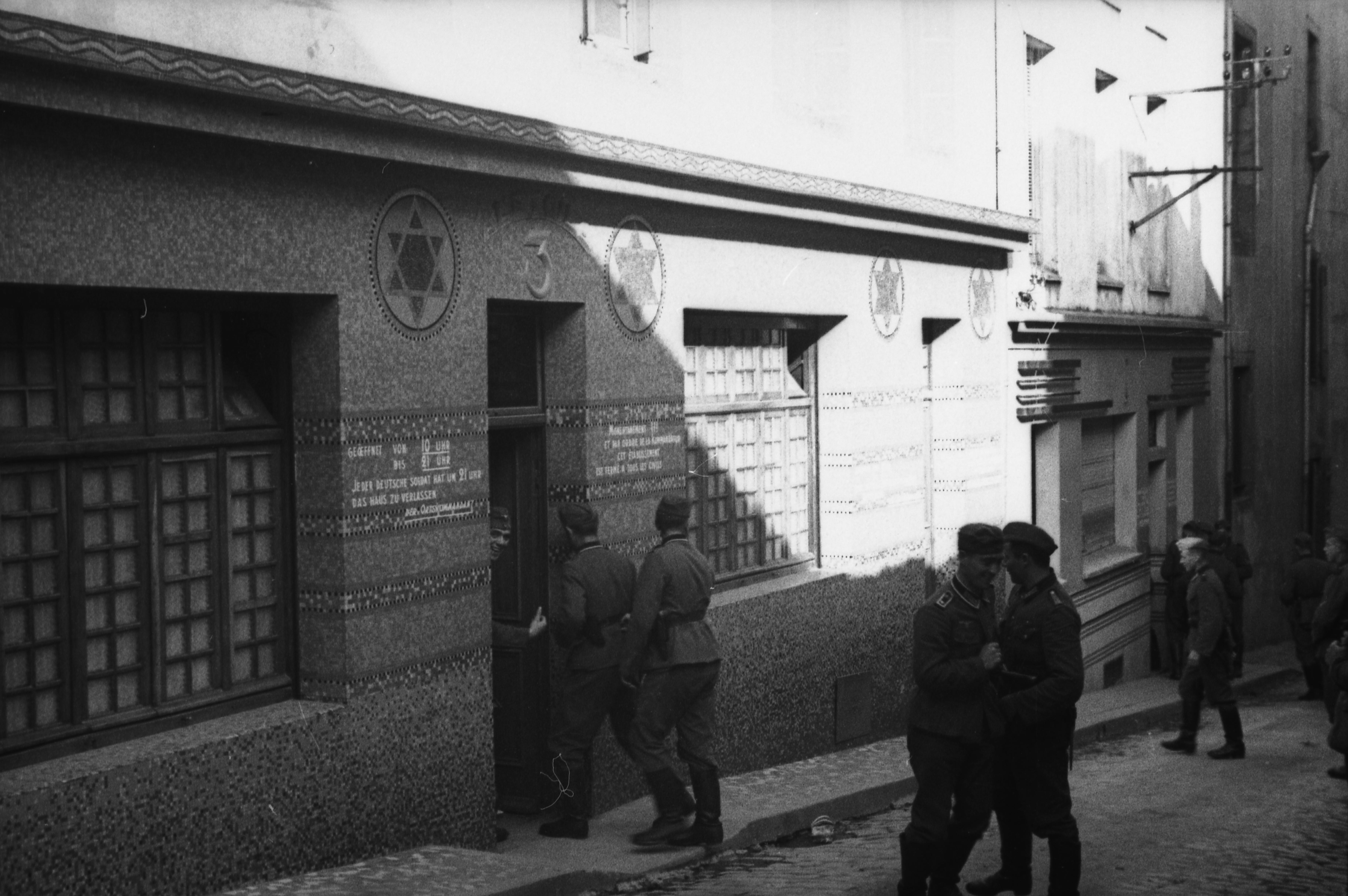
Soldați germani intrând într-o sinagogă din Brest care a fost convertită în Soldatenbordell (bordel militar)
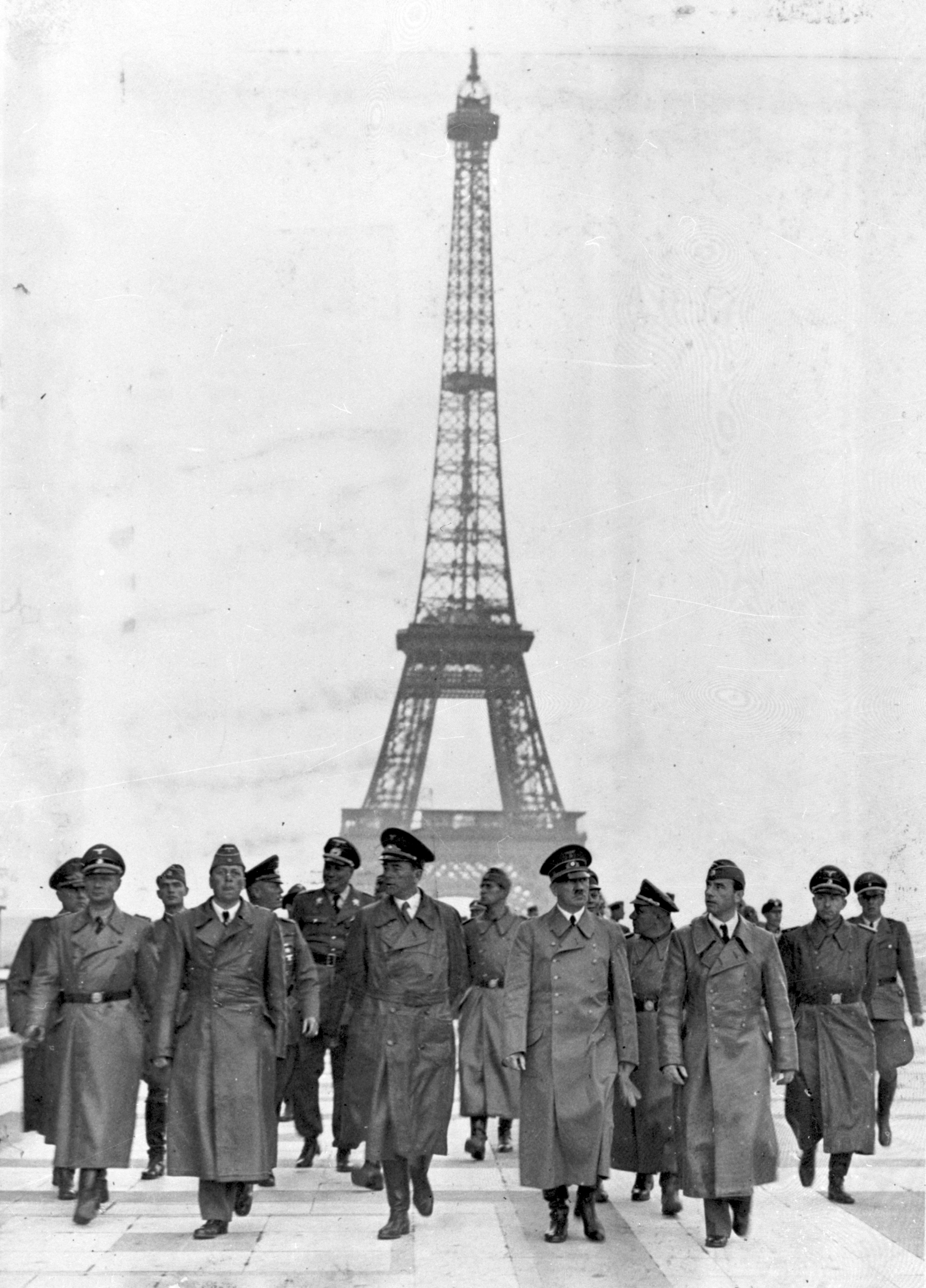
Adolf Hitler străbătând la pas zona din fața Turnului Eiffel din Paris, 23 iuni 1940.
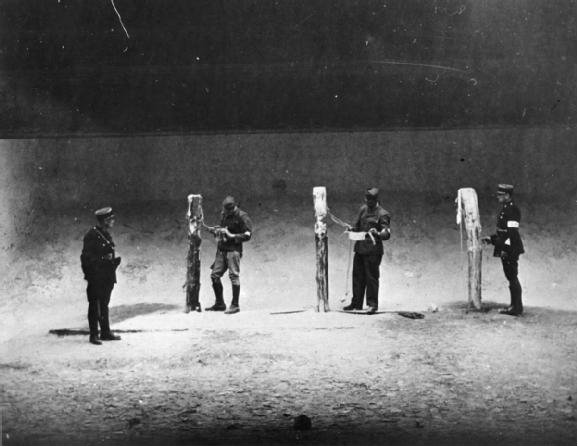
Camera de execuție din fostul Minister al Aviației din Paris de căre un polițist parizian și un membru al FFI după eliberare.
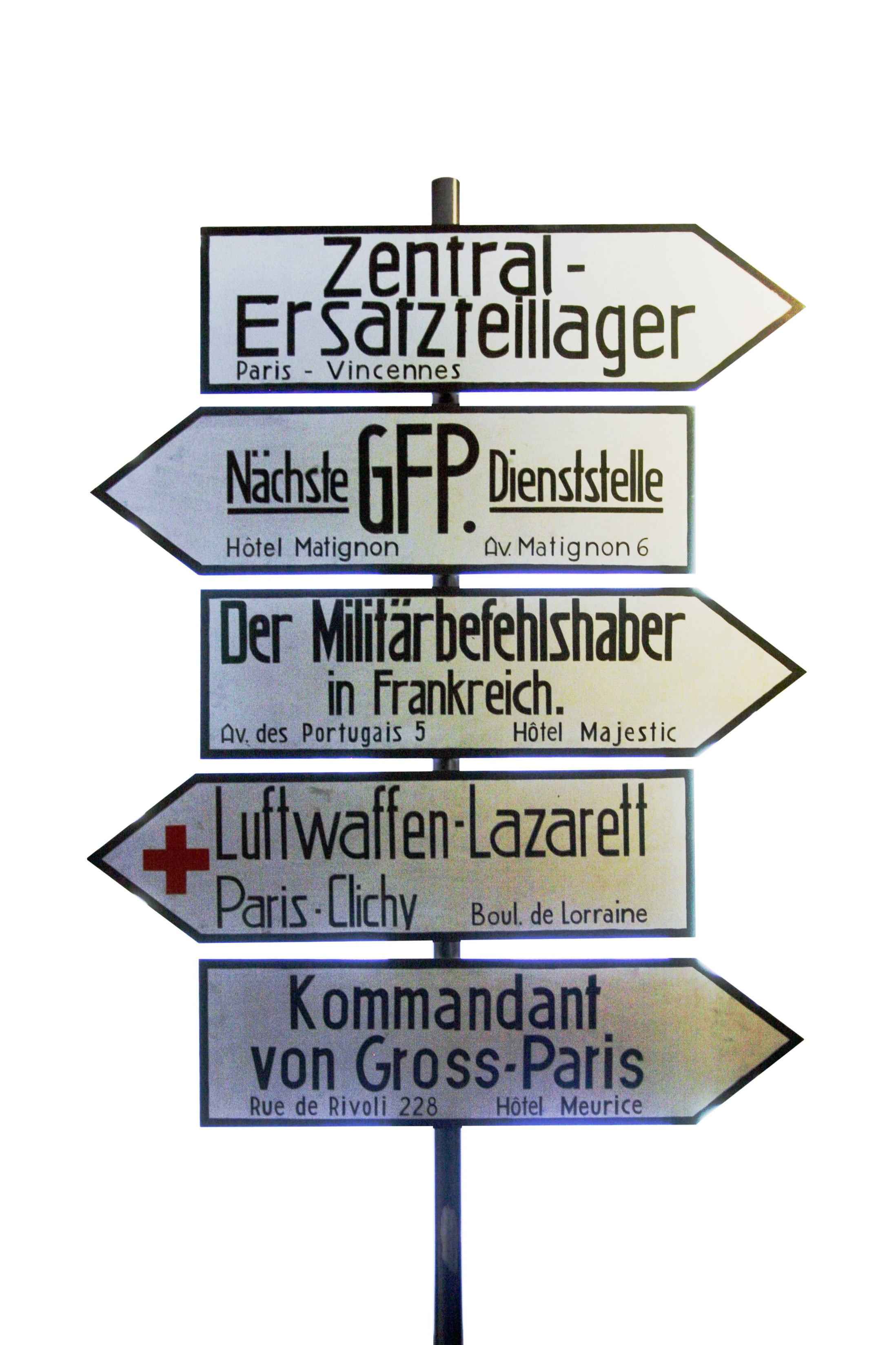
Semne rutiere german în Parisul ocupat. Poliția militară germană era responsabilă pentru buna desfășurare a circulației militarilor și vehiculelor armatei.
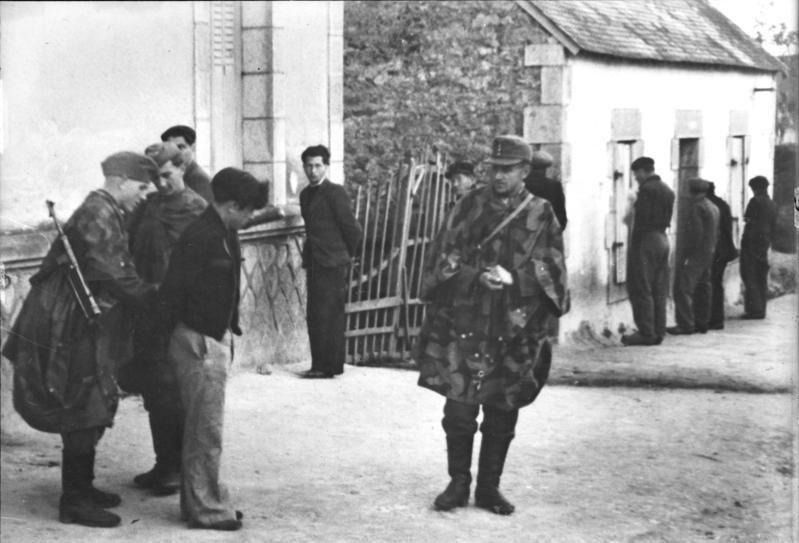
Soldați germani și un grup de comuniști membri ai rezistenței luați prizonieri, iulie 1944

## Urmări
Eliberarea Franței a fost rezultatul operațiunilor aliate Overlord și Dragoon din vara anului 1944. Cea mai mare parte a Franței a fost eliberată până în septembrie 1944. Mai multe baze de submarine au rămas sub controlul german până în mai 1945. Guvernul francez în exil a proclamat restaurarea  Republicii Franceze, asigurând astfel continuitatea cu defuncta a treia Republică. Guvernul provizoriu a recrutat trupe proaspete pentru participarea la înaintarea aliată spre regiunea Rinului și asaltul asupra Germaniei. Pentru formarea noii armate franceze –  Armée française de la Libération – a fost folosită baza asigurată de  Forțele Franceze din Interior. Această armată era bine echipată și aprovizionată în ciuda problemelor aduse de lunga ocupație germană datorită programului Lend-Lease. Armata franceză de Eiberare și-a crescut efectivele de la 500.000 de oameni în vara anului 1944 la peste 1,3 milioane la sfârșitul războiului, devenind astfel a patra forța a Puterilor Aliate în Europa.
. 

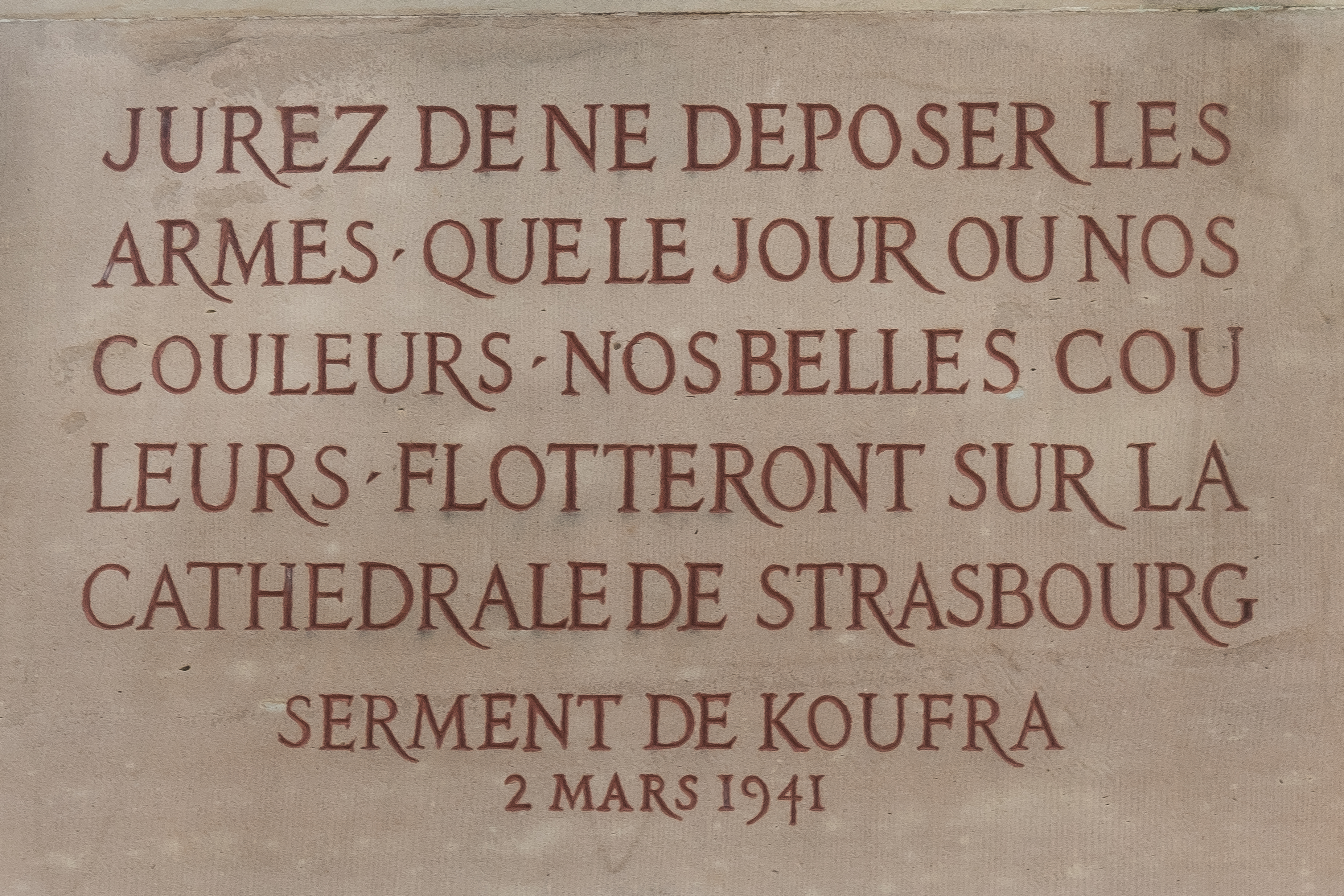
Placă comemorativă a „Legământului de la Kufra” de lângă catedrala din Strasbourg, capitala Alsaciei-Lorenei și, după război, sediu al Parlamentului European, un simbol al păcii și reconcilierii

Divizia a 2-a blindată franceze, unitatea de elită a forțelor Franței Libere, care a participat la Campania din Normandia (debarcarea, eliberarea și  ieșirea din Normandia) și la eliberarea Parisului a eliberat Strasbourgul pe 25 august 1944, ducând astfel la îndeplinire jurământul de la Kufra al generalului Leclerc făcut cu patru ani mai devreme. Unitatea comandat de Leclerc, care avea efectivele unei companii în momentul Bătăliei de la Kufra, a ajuns în 1944 o divizie blindată puternică. 
O altă unitate de elită franceză a fost Armata I franceză, care a participat la Operațiunea Dragoon și la eliberarea  Provenței. Unitatea sa principală, Divizia I blindată franceză, a fost prima unitate aliată care a forțat cursurile Ronului (25 august 1944), Rinului (19 noiembrie 1944) și Dunării (21 aprilie 1945). Pe 22 aprilie 1945, această unitate a cucerit Sigmaringen în Baden-Württemberg. Aici au fost arestați  membrii regimului de la Vichy în frunte cu mareșalul Pétain. 
Colaboratorii regimului de ocupație au fost supuși epurărilor legale (épuration légale), unii dintre ei fiind executați pentru trădare. Printre cei executați s-a numărat Pierre Laval, premierul guvernului de la Vichy în 1942-1944. Mareșalul Pétain, „Șeful Statului Francez”, a fost la rândul lui condamnat la moarte, dar sentința sa a fost comutată în închisoare pe viață. Mii de colaboraționiști au fost executați fără judecată de membri ai Rezistenței în așa-numitele épurations sauvages (epurări sălbatice).

## Legături externe
- Documente cu privire la colaborare și rezitență Arhivat în 10 decembrie 2009, la Wayback Machine. fr
- Viața de zi cu zi în timpul ocupației Arhivat în 10 decembrie 2009, la Wayback Machine. fr
- NAZI diplomacy: Vichy, 1940